# Federico Commandino

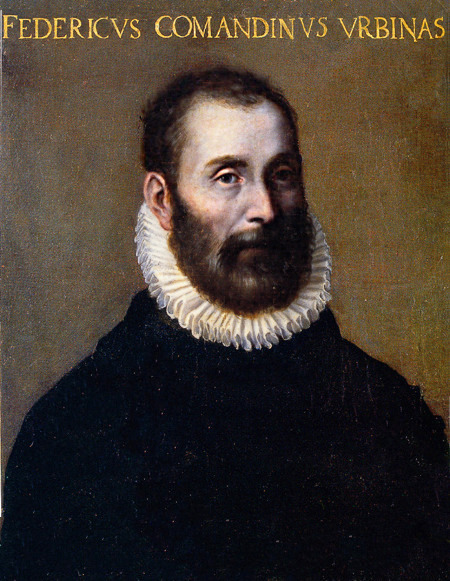
Frederico Commandino

Federico Commandino ( Urbino, Italia, 1509 - 5 de septiembre de 1575) fue un matemático y humanista italiano conocido por ser uno de los mayores traductores de obras de grandes matemáticos de la Antigüedad. También se le conoció por Frederico Commandino.

## Biografía

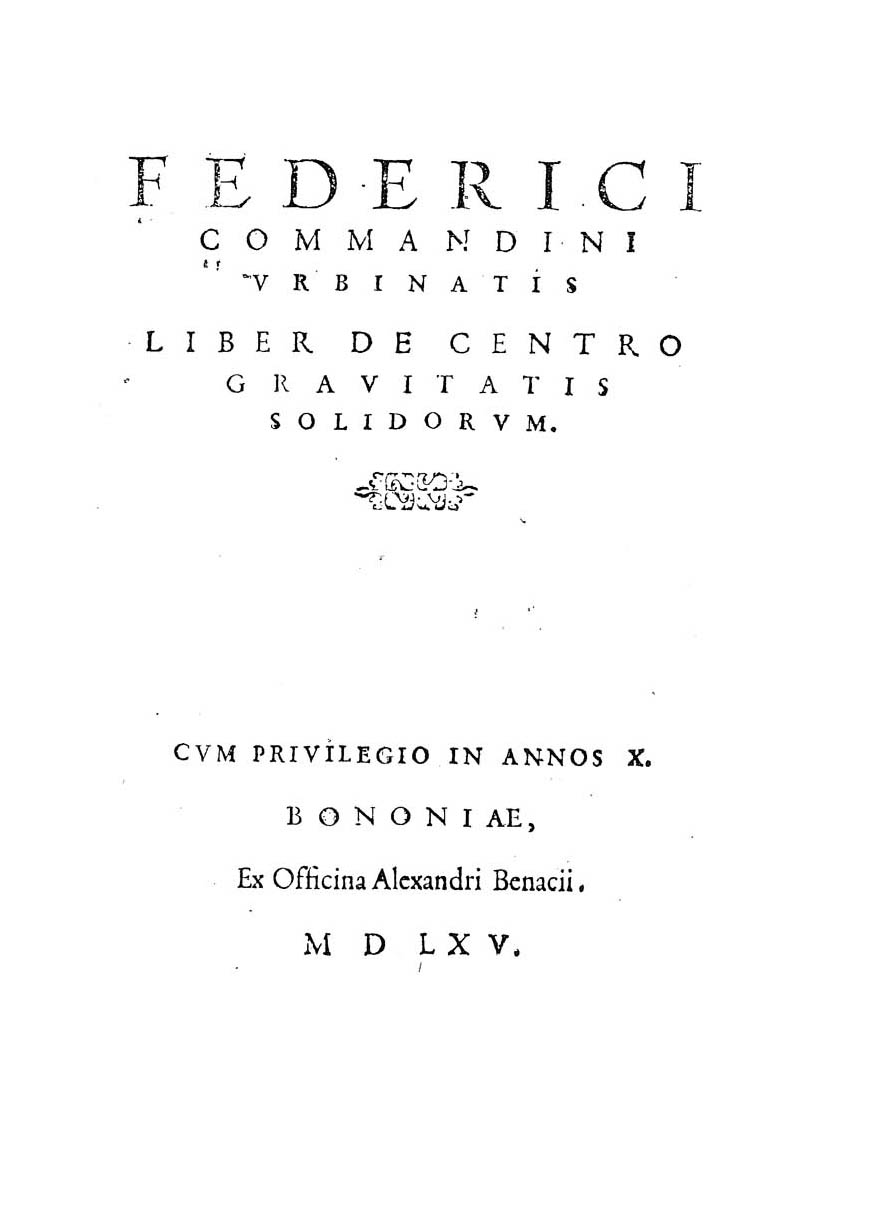
Liber de centro gravitatis solidorum, 1565

Federico Commandino nació en Urbino (Italia) en 1509. Estudió medicina en Padua y Ferrara donde se graduó. Su gran mérito en la historia de la Matemática fue su vasta actividad de traductor al latín de las obras de los matemáticos de la época helénica. A él se debe una nueva traducción de algunas obras de Arquímedes (1558, Archimedis Opera nonnulla), entre las cuales se encuentra el tratado Sobre los cuerpos flotantes. Tradujo la obra de Aristarco de Samos (Sobre la grandeza y distancia del Sol y de la Luna), la Colección matemática de Papo de Alejandría (publicada póstumamente en 1588), a Euclides (también traducido al italiano), los primeros cuatro libros de las Cónicas de Apolonio, publicados en 1566 junto con De secione cylindri de Sereno de Antinoe y los comentarios de Eutocio. También tradujo algunos escritos de Ptolomeo y de Herón de Alejandría.
En 1562 publicó un texto sobre relojes solares, Horologiorum descriptio, y en 1565 el Liber de centro gravitatis solidorum que salió publicado junto con su reelaboración de la traducción latina de Guillermo de Moerbeke del tratado de Arquímedes sobre los cuerpos flotantes. En esta última Commandino trataba de obtener una demostración de la determinación del centro de gravedad del paraboloide de rotación, resultado citado por Arquímedes en el segundo libro de Los cuerpos flotantes pero del cual no aporta demostración.
Fundó en Urbino una escuela de matemáticas entre cuyos alumnos destacaron Guidobaldo Del Monte y Bernardino Baldi. Commandino además mantuvo correspondencia con Francesco Maurolico de Mesina, uno de los matemáticos más creativos de su época.
Hoy en día se considera que su obra de traductor y editor fue de la mayor importancia en el renacimiento de la matemática en Europa en el siglo XVI, por la posibilidad para los estudiosos de acceder a las obras que aún se preservaban de los grandes matemáticos de la cultura helénica.